# Irakli Kobachidze
Irakli Kobachidze (gruz. ირაკლი კობახიძე; ur. 25 września 1978 w Tbilisi) – gruziński polityk, przewodniczący parlamentu Gruzji od 18 listopada 2016 do 22 czerwca 2019. Premier Gruzji od 8 lutego 2024.

## Życiorys
W 2000 ukończył studia prawnicze na Tbiliskim Uniwersytecie Państwowym, w 2002 obronił pracę doktorską na Gruzińskiej Akademii Nauk, a w 2006 uzyskał stopień doktora nauk prawnych na uniwersytecie w Düsseldorfie. Przez kilka lat wykładowca akademicki na gruzińskich uczelniach, kierownik projektu UNDP, ekspert w dziedzinie planowania strategicznego w Biurze Rady Europy w Gruzji i członek krajowej komisji ekspertów ds. praw człowieka i zasad państwa prawa w Open Society Foundations.
W 2015 wstąpił do partii Gruzińskie Marzenie, a w wyborach w 2016 został wybrany do parlamentu. Od 18 listopada 2016  do 22 czerwca 2019 piastował funkcję jego przewodniczącego.